# Spielberg (Karlsbad)
Spielberg ist ein Ortsteil der Gemeinde Karlsbad im südlichen Landkreis Karlsruhe in Baden-Württemberg und liegt im Naturpark Schwarzwald Mitte/Nord.

## Geschichte
Der Ort wurde von Grünwettersbach aus aufgesiedelt. Das Jahr der ersten urkundlichen Erwähnung ist in der Prüfung, es werden die Zahlen 1161 und 1281 angegeben. 1281 wurde Spilberch von den Grafen von Zweibrücken und Eberstein an die Markgrafschaft Baden verpfändet, 1296 an das Kloster Herrenalb verkauft und fiel mit dessen Säkularisation Mitte des 16. Jahrhunderts faktisch an Württemberg. 1603 trat Württemberg das ehemalige Klosteramt Langensteinbach, zu dem Spielberg gehörte, an die Markgrafschaft Baden-Durlach ab. Politisch gelangte Spielberg nach Auflösung des Amtes Langensteinbach von 1803 bis 1821 zum Oberamt Pforzheim, von 1821 bis 1921 zum Bezirksamt Durlach und anschließend zum Bezirksamt Ettlingen. 1937 wurde Spielberg dem Landkreis Karlsruhe zugeordnet. Seit 1. September 1971 ist Spielberg Teilort der neu gegründeten Gemeinde Karlsbad.

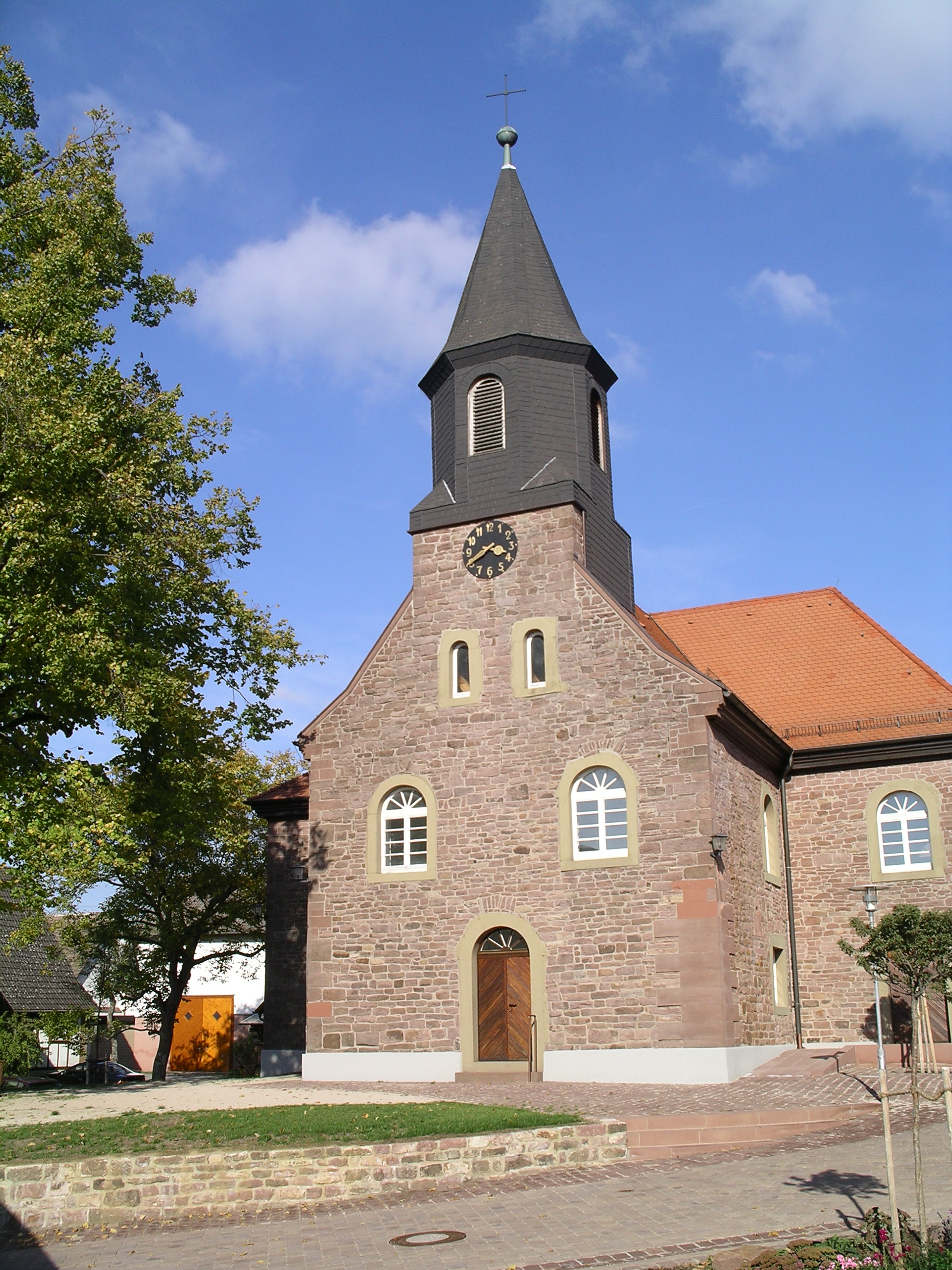
Evangelische Kirche Spielberg

Die evangelische Kirchengemeinde Spielberg wurde 1928 selbständig. Vorher war sie Filialgemeinde von Langensteinbach. Die mittelalterliche Kapelle St. Jakob wurde 1732–34 durch einen Kirchenneubau ersetzt, der 1830 um zwei Seitenflügel mit Emporen und Sakristei ergänzt wurde.

## Legende
Der Legende nach soll jedoch der Berg, an dem das heutige Spielberg liegt, bereits von den Römern genutzt worden sein. Deshalb hat sich auch der Name „Spiegelberg“, aus dem Lateinischen übersetzt, bis in die Neuzeit erhalten. Hintergrund der Legende ist, dass römische Kommunikationswege durch Feuer und Spiegelreflexionen am höchsten Punkt über den damaligen Holzturm möglichst schnell weitergeben wurden.

## Ortsneckname
Die Spielberger werden auch noch heute „Gockler“ genannt. Als Spielberg in den Zeiten des häufigen Glaubenswechsels evangelisch wurde, musste auch die ehemalige katholische Kapelle in eine evangelische Kirche umgewandelt werden. Die Gemeinde war aber zu arm, um sich einen Wetterhahn, häufiger Dachschmuck von evangelischen Kirchen, anzuschaffen. Nun waren die Spielberger der Meinung, dass ihnen Langensteinbach helfen müsse, da der Ort politisch dem Amt Langensteinbach zugeteilt und kirchlich eine Filiale von Langensteinbach war. Als von dort ein entsprechender Antrag abgelehnt wurde, kam den Spielbergern das Schicksal zu Hilfe. Ein Sturm hatte den Hahn von der Langensteinbacher Kirche heruntergeworfen. Die Spielberger nahmen diese Gelegenheit wahr und stahlen kurzerhand den Hahn. Lange suchten die Langensteinbacher nach dem spurlos verschwundenen Hahn (mundartlich Gockler), bis sie ihn eines Tages auf dem Spielberger Kirchturm erblickten. Natürlich mussten die Spielberger das Diebesgut wieder herausrücken, wurden jedoch hierfür mit dem Spitznamen „Göckler“ bedacht.

## Verkehrsanbindung

### Öffentlicher Personennahverkehr
- Stadtbahn S11: Hochstetten – Karlsruhe – Ettlingen – Waldbronn – Langensteinbach – Spielberg – Ittersbach
- Stadtbahn S12: Karlsruhe-Rheinhafen – Ettlingen – Waldbronn – Langensteinbach – Spielberg – Ittersbach (Eilzug)

## Söhne und Töchter der Gemeinde
- Ekkehard Eggs (1943–2020), Romanist und Sprachwissenschaftler
- Heide Reinhard (* 1963), Prälatin der Evangelischen Landeskirche in Baden